# Complejo Huentelauquén
El complejo o cultura Huentelauquén fue un grupo cultural prehispánico de cazadores y recolectores que vivió en el norte chileno entre los años 10000 a 4000 a. C., formando parte de la época conocida como “arcaico temprano” posterior a las primeras muestras de poblamiento americano. Descubiertos por Jorge Iribarren en 1961 excavando en la localidad de Huentelauquén, en la desembocadura del río Choapa. Sus restos han sido encontrados a lo largo de la costa entre las localidades de Antofagasta y Los Quinquelles.

## Costumbres
Habitaban en ambientes costeros con agua dulce disponible donde instalaban sus carpas elaboradas con cuero y huesos de ballenas. En algunos casos también ocupaban cavernas. En general, sus ocupaciones se radicaban generalmente en las terrazas costeras desde los 20 metros sobre el nivel del mar, entre 500 a 1000 metros de la costa y próximas a recursos hídricos; asimismo, estarían ligadas a asentamientos en quebradas secundarias al interior de los valles, lo que reflejaría algún grado de movilidad residencial.
Su alimentación se basaba primordialmente en productos marinos, dependiendo del sitio que hayan habitado, en el norte su dieta abarcaba más peces y mariscos, y más al sur, al entrar en contacto con los valles su alimentación se complementaba con la recolección de frutos y semillas, obteniendo del mar solo mariscos.
A esta cultura son asignados ciertos petroglifos con figuras de peces encontrados en la costa de la región de Atacama. Realizaban labores de cestería, cuyos fragmentos han quedado registrados en los cementerios, además elaboraban harina con las semillas de los pastos veraniegos. Algunos autores han asociado a este complejo con el Complejo Cárcamo, de épocas similares pero solían ocupar el territorio interior del Norte Chico.

## Objetos líticos
Esta cultura practicaba un intenso uso de las piedras, las cuales eran agujereadas y pulidas para diversos usos, puntas de flecha pedunculadas, cuchillos, para acomodar aposentos y en especial unas piedras con formas geométricas poligonales cuyo uso se desconoce, pero son muy frecuentes en conchales pertenecientes a este complejo cultural. Algunos poseen cierta pigmentación rojiza dada por el uso de tierras colorantes. Objetos similares han sido encontrados en la costa de California donde se han denominado Cogged Stones, pero hasta este momento no se ha esclarecido algún nexo.

## Espiritualidad
Poseían concepciones de un mundo post mortem, por lo que mostraban cuidado en sus entierros, los cuales podían ser grupales. Los individuos eran enterrados con pocos accesorios, en su mayoría eran productos alimenticios o con puntas de lanza. En Huentelauquén algunos individuos fueron enterrados decúbito dorsal directamente en la arena en posición de este a oeste, con la cabeza hacia el este, sobre la cima de las dunas circundantes, y llevaban sobre el pecho una o dos puntas de lanza de cuarzo transparente de entre 20 y 25 cm de largo. Estos primeros dos entierros fueron encontrados por Edmundo Edwards en 1954 y tanto las osamentas como también las puntas de lanza fueron entregadas a Jorge Iribarren en el Museo Arqueológico de La Serena.

## Fines del complejo
Las incursiones al interior y el contacto establecido con el Complejo San Pedro Viejo, en el valle del Río Hurtado pueden haber absorbido parte de esta cultura. En el norte fueron reemplazados por pescadores más avanzados, ubicados dentro de los pueblos pre-alfareros y por el sur por el Complejo Papudo.

## Mina más antigua de América
En el año 2008, Diego Salazar y un grupo de investigadores de la Universidad de Chile descubrieron una antigua mina en la quebrada San Ramón, al norte de Taltal. En el 2009 los restos encontrados y las cotas analizadas arrojaron su data: entre 10 y 12 mil años de antigüedad.
El 20 de mayo de 2011, la revista Current Archeology confirmó el hallazgo: el yacimiento encontrado es la mina más antigua de América, y según Conicyt es una de las investigaciones más importantes realizadas en Chile durante el 2010. Se trata de una mina de óxido de hierro, mineral de altísimo valor en la época, pues se usaba para realizar pinturas con fines ceremoniales en los cuerpos de los difuntos y para ornamentar objetos.

Su hallazgo revoluciona la concepción que teníamos de los indígenas que habitaron el área [se refiere a la cultura huentelauquén, que habitó la zona entre lo que hoy es Los Vilos y Antofagasta entre el 7000 y el 12000 a. C.]. Hoy sólo tenemos rocas y huesos pintados, por lo que los próximos pasos serán determinar con qué indígenas intercambiaban el material y detallar cómo era usado por los mismos indígenas.
Daniel Salazar al periódico La Tercera

Su cultura siempre fue concebida como la de una sociedad básica que recolectaba y pescaba en la costa del norte de Chile. Sin embargo, el tamaño de la mina y la cantidad de extracciones que eran capaces de hacer cambiaron esta creencia.
El sitio San Ramón 15 se compone de una trinchera excavada a cielo abierto de 40 metros de largo por 5 metros de ancho promedio y con una profundidad aun indeterminada pues continúan realizándose excavaciones. De acuerdo a estos antecedentes se habrían removido más de 2.000 toneladas de roca con la finalidad de explotar el óxido férrico. El sitio posee dos períodos de explotación, el primero entre los 12.000 y 10.500 años atrás y después de un período de abandono se vuelve a explotar entre los 4.500 y los 4.000 años atrás.